# McDonald’s-Sektenmord in Zhaoyuan
Der McDonald’s-Sektenmord vom 28. Mai 2014 war ein Mordfall an einer 37-jährigen Verkäuferin in einem McDonald’s-Restaurant in der Stadt Zhaoyuan in der chinesischen Provinz Shandong durch eine kriminelle neue religiöse Bewegung oder Sekte. Berichte stimmen über den Ablauf der Geschehnisse und die Namen der Täter, von denen zwei zum Tode verurteilt wurden, überein. Sie unterscheiden sich jedoch in der Frage, zu welcher religiösen Gruppe die Täter gehörten. Das Verbrechen rief beträchtliche Emotionen in China hervor. Medien diskutierten die Bösartigkeit der „Sekten“ und die chinesische Sozialstruktur. Um Letztere entsprang eine Debatte, weil andere Kunden in dem McDonald’s nicht eingegriffen hatten, um das Opfer zu retten, obwohl sie den Tätern zahlenmäßig überlegen waren.

## Das Verbrechen
Am 28. Mai 2014 betraten sechs Personen, darunter ein Jugendlicher, ein McDonald’s-Restaurant in Zhaoyuan, Shandong, und behaupteten Missionare zu sein. Nachdem sie ihre religiöse Nachricht verbreitet hatten, fragten sie die Kunden des Restaurants nach ihren Handynummern, um sie in Zukunft kontaktieren zu können. Eine der Kundinnen, eine Verkäuferin im nahegelegenen Bekleidungsgeschäft, Wu Shuoyan (1977–2014), weigerte sich, ihre Handynummer herauszugeben. Zwei der Missionare prügelten sie mit dem Stiel eines Wischmopps zu Tode, während die anderen Täter die übrigen Kunden davor warnten, einzugreifen. Überwachungskameras nahmen die gesamte entsetzliche Szene auf. Die Polizei kam am Restaurant an, überwältigte die Mörder und nahm sie in Gewahrsam. Einer der Täter, der Jugendliche Zhang Duo (geboren 2001), war noch nicht strafmündig. Die anderen fünf Täter mussten sich vor Gericht verantworten und erschienen am 21. August 2014 vor dem Mittleren Volksgericht von Yantai in der Shandong Provinz. Zwei von ihnen, Zhang Lidong (1959–2015) und seine Tochter Zhang Fan (1984–2015), wurden zum Tode verurteilt und am 2. Februar 2015 hingerichtet.
Das Gericht verurteilte die drei anderen Angeklagten zu Freiheitsstrafen: Lü Yingchun (geboren 1975) bekam eine lebenslängliche Freiheitsstrafe, Zhang Hang (geboren 1996) eine Freiheitsstrafe von zehn Jahren und Zhang Qiaolian (geboren 1990) sieben Jahre.

## Die Täter
Die Gruppe der Täter bestand aus der erweiterten Zhang-Familie: dem ehemaligen Unternehmer für Kleintextilien Zhang Lidong, der zur Zeit des Mords arbeitslos war, seiner Geliebten Zhang Qiaolian, seinen drei Kinder, Zhang Fan, Zhang Hang und Zhang Duo, die aus der Ehe mit einer Frau namens Chen Xiujuan stammten, und Lü Yingchun, eine junge Frau, die mit der Zhang Familie lebte. Nach Informationen aus dem Prozess und zufolge von Interviews mit chinesischen Medien aus dem Gefängnis heraus, kam die Zhang Familie aus Shijiazhuang in der chinesischen Provinz Hebei, aber zog im Jahr 2000 nach Zhaoyuan. Dort hatte Lü Yingchun einen religiösen Dienst begonnen, von dem Zhang Fan im Internet gehört hatte. An diesen evangelistischen Aktivitäten wollte er teilnehmen. 2008 wurde die Gruppe mit dem Buch „Die Sieben Donner klingen“ vertraut (七雷发声), das von dem damals inhaftierten Paar Li Youwang und Fan Bin aus Baotou, Innere Mongolei, geschrieben wurde. Zhang Fan lieh sich 50.000 RMB von ihrer Mutter und schickte das Geld nach Baotou, damit die Autoren des Buchs nach ihrer Freilassung nach Zhaoyuan ziehen und mit der Zhang Familie leben konnten. Das Paar betrachtete die Familien als die „Zwei Zeugen“, die in der Offenbarung des Johannes in der Bibel erwähnt werden.
Im Jahr 2010 zogen Lü Yingchun und Zhang Fan zusammen.  Ein Jahr später behauptete Zhang Fan eine Offenbarung gehabt zu haben, die Li Youwang als einen „bösen Geist“ identifiziert habe. Li und seine Frau verließen die Gruppe und Zhang Fan und Lü Yingchun verkündeten, dass sie selbst die „Zwei Zeugen“ seien. Später verkündeten sie, dass sie viel mehr seien: „Gott als Wesen“ und „zwei fleischliche Körper, die die gleiche Seele teilen“. Die Gruppe, zu der nie mehr als etwa dreißig Mitglieder gehörten, von Mitglieder zu säubern, die als „böse Geister“ galten, wurde immer wichtiger. Einer dieser „bösen Geister“, war Zhang Fan zufolge ihre eigene Mutter, Chen Xiujuan. Am 20. Mai 2014 wurde sie aus dem Familienheim ausgewiesen. Die zwei „Götter“ gaben ihrem Ehemann, Zhang Lidong, die Erlaubnis, mit seiner Liebhaberin, Zhang Qiaolian, zu leben. Zhang Fan und Lü Yingchun identifizierten auch den Familienhund Luyi als vom „bösen Geist“ von Chen Xiujuan besessen. Das Haustier wurde daraufhin am 26. Mai 2014 von Zhang Lidong getötet – eine Tatsache, die die Gruppe als signifikant im Kampf gegen „böse Geister“ erachtete.
Der Vorfall mit dem Hund ging der Ermordung von Wu Shuoyan im McDonald’s Restaurant am 28. Mai 2014 direkt voraus. Vor Gericht erklärte Lü Yingchun, dass es unbedingt notwendig gewesen sei, die Verkäuferin zu töten, da sie ein besonders „böser Geist“ gewesen sei: „Zhang Hang fragte die Dame nach ihrer Telefonnummer, aber sie weigerte sich, diese herauszugeben. Als mir das bewusst wurde, fand ich heraus, dass wir von einem 'bösen Geist' attackiert und eingezogen wurden, was dafür sorgte, dass wir schwach und hilflos waren. Sie hörte nicht nur nicht zu,  ihre Attacke wurde sogar stärker. […] Während der Attacke des 'Dämons' auf uns wurde Zhang Fan und mir allmählich klar, dass die Frau sterben musste, sonst hätte sie jeden verschlungen. […]. Der Zusammenstoß zwischen der Frau und uns war ein Kampf zwischen zwei Geistern. Die anderen konnten es weder sehen noch konnten sie es verstehen. Die Polizei konnte es ebenfalls nicht verstehen.“

## Offizielle chinesische Auslegung
Welche religiöse Bewegung war für das Verbrechen verantwortlich? Offizielle chinesische Quellen behaupteten vom Tag des Mordes an, dass die Tat von Mitgliedern der Kirche des Allmächtigen Gottes begangen wurde. Diese ist auch bekannt als Östlicher Blitz, eine neue religiöse Bewegung, dessen „Priester“ Zhao Weishan (geboren 1951) lehrt, dass Christus auf die Erde als Allmächtiger Gott zurückgekehrt sei. Auch wenn die Bewegung niemals einen Namen erwähnt hat und warnte, dass alle Informationen von externen Quellen falsch sein könnten, identifizieren die meisten Gelehrten eine 1973 geborene, chinesische Frau namens Yang Xiangbin als die Verkörperung des Allmächtigen Gottes. Die Kirche des Allmächtigen Gottes ist in China seit kurz nach ihrer Gründung 1991 verboten.
Als Beweis, dass die Täter des McDonald’s Mordes Mitglieder der Kirche des Allmächtigen Gottes waren, erwähnen chinesische Quellen, dass die Polizei Lektüre der Kirche im Haus von Zhang Lidong gefunden habe. Darüber hinaus soll Zhang Fan in einem Interview das Buch „Gottes verstecktes Werk“ (神隐秘的做功) zitiert haben, ein Titel, der „Die versteckten Werke ausgeübt von Gott“ (神隐秘的作工) ähnelt. Dies ist wiederum ein Text, der von der Kirche des Allmächtigen Gottes veröffentlicht wurde. Außerdem soll Zhang Lidong, in seinem ersten Interview nach dem Mord auf die Frage, welcher Religion er zugehörig ist, „Allmächtiger Gott“ (全能神) geantwortet haben.
Die meisten internationalen Medien übernahmen das Narrativ der chinesischen Medien und wiederholten, dass die Kirche des Allmächtigen Gottes für das Verbrechen verantwortlich sei. Die chinesische Regierung nutzte den McDonald’s Mord um ein härteres Durchgreifen gegen die Kirche des Allmächtigen Gottes und tausende Festnahmen zu rechtfertigen.

## Position der Kirche des Allmächtigen Gottes
Die Kirche des Allmächtigen Gottes verurteilte den Mord und behauptete, dass es „Psychopathen“ gebe, die die Kirche für sich beanspruchten, aber nichts mit ihr zu tun hätten. Sie suggerierte auch, dass es für die Kommunistische Partei Chinas, die die Kirche des Allmächtigen Gottes schon lange vor dem Zhaoyuan Fall intensiv verfolgt hatte, nicht schwer gewesen wäre, eine Gruppe von Psychopathen zu manipulieren ein Verbrechen zu begehen und dieses dann zu nutzen, um die Kirche zu diskreditieren und ihre Verfolgung zu rechtfertigen.

## Wissenschaftliche Darstellung der Geschehnisse

### Emily Dunn
Die australische Gelehrte Emily Dunn veröffentlichte 2015 die erste wissenschaftliche Darstellung in Buchlänge über die Kirche des Allmächtigen Gottes. In ihrem Buch diskutiert Dunn auch den McDonald’s Mord. Ihre Schlussfolgerung ist, dass „internationale Pressekanäle die chinesische Einschätzung der Kirche des Allmächtigen Gottes als bizarr und gewalttätig [und daher als verantwortlich für das Verbrechen] übernahmen. Was sie übersahen, waren Lü Yingchun und Zhang Fans Aussagen, dass, obwohl sie als Mitglieder der Östlichen Erleuchtung begannen (jeweils 1998 und 2007), über diese hinausgewachsen seien.“ In folgenden Werken blieb Dunn bei ihrer Meinung, dass die Gruppe, die für die Morde verantwortlich war, ein „Ausläufer“ oder eine Abspaltung von der Kirche des Allmächtigen Gottes gewesen sei. Sie seien zwar einst Mitglieder der Kirche gewesen, hätten diese aber bereits mehrere Jahre vor dem Mord verlassen und eine unabhängige Bewegung gegründet.

### David Bromley und Massimo Introvigne
Der amerikanische Soziologe David G. Bromley und der italienische Soziologe Massimo Introvigne, beide Spezialisten für neue religiöse Bewegungen, haben den McDonald’s Mord in einem 2017 veröffentlichten Artikel studiert und diskutiert. Introvigne wurde im Juni 2017 in Henan von der offiziellen chinesischen Anti-Sekten-Vereinigung für ein Seminar zu gefährlichen Sekten und der Kirche des Allmächtigen Gottes eingeladen. Beide Soziologen zitieren die offizielle chinesische „Darstellung“, die den McDonald’s Mord der Kirche des Allmächtigen Gottes zuschreibt. Sie legen aber nahe, dass eine „Gegendarstellung“, die die Gruppe der Mörder als unabhängige „Mikrobewegung“ sieht, glaubwürdiger und auch besser durch die offizielle chinesische Darstellung des Gerichtsprozesses gestützt ist.
Sie stimmen mit Dunn darin überein, dass die Täter zum Zeitpunkt des Mordes keine Mitglieder der Kirche des Allmächtigen Gottes waren. Im Gegensatz zu Dunn, bezweifeln sie aber, dass die Mörder überhaupt jemals der Kirche beigetreten waren, auch wenn sie einige von ihren Büchern gelesen haben könnten. Introvigne und Bromleys Schlussfolgerung basiert auf vier Argumenten. Erstens sagte Zhang Fan in einem Interview, dass sie zu einem Zeitpunkt Interesse gehabt habe, die Kirche des Allmächtigen Gottes zu kontaktieren, aber tatsächlich „niemals Kontakt mit der Kirche des Allmächtigen Gottes hatte, da diese geheimnisvoll ist und ich sie nicht finden konnte.“ Zweitens sagten die Angeklagten im Prozess aus, dass sie zwar den Namen „Allmächtiger Gott“ benutzten, ihre Gruppe und die Kirche des Allmächtigen Gottes geleitet von Zhao Weishan aber zwei verschiedene Organisationen seien. Lü Yingchun erklärte: „Der Staat bezeichnete Zhao Weishans Fälschung ‚Kirche des Allmächtigen Gottes‘ als eine xie jiao [böse Sekte] und wir bezeichnen sie als 'böse Geister'. Nur Zhang Fan und ich […] konnten den echten ‚Allmächtigen Gott‘ repräsentieren. Zhang Fan und ich sind die wahren Sprecherinnen des wahren ‚Allmächtigen Gottes‘. Die Regierung hat den Allmächtigen Gott verfolgt, an den Zhao Weishan glaubt, nicht den ‚Allmächtigen Gott‘, von dem wir sprechen. Diese sind falsche ‚Allmächtige Götter‘, während wir der echte ‚Allmächtige Gott‘ sind.“ Drittens entspricht die Auffassung von „bösen Geistern“ (邪灵), die die Gruppe zu den Morden trieb, nicht der Theologie der Kirche des Allmächtigen Gottes. In der Auffassung der Kirche werden langwierige Tests benötigt, um die Präsenz einen „bösen Geists“ festzustellen. Die Mörder identifizierten das Opfer Wu Shuoyan allerdings innerhalb weniger Minuten als „bösen Geist“, weil sie sich weigerte ihre Handynummer herauszugeben. Viertens glaubten beide Gruppen, dass der „Allmächtige Gott“ in unserer Zeit verkörpert wird und sich heute auf der Erde befindet. Diese Annahme ist zentral für den Glauben beider Gruppen. Die Identifizierung des Allmächtigen Gottes unterscheidet sich jedoch. Für die Kirche des Allmächtigen Gottes kann es keinen anderen „Allmächtigen Gott“ geben als die Person, die sie als solchen identifiziert. Für die McDonald’s Mörder war der Allmächtige Gott eine duale Gottheit bestehend aus Zhang Fan und Lü Yingchun, „zwei fleischliche Körper, die die gleiche Seele teilen.“